# BalbuCam
BalbuCam était un site web scientifique français permettant d'observer en direct la vie d'un couple de balbuzards pêcheurs à Mardié, dans le département du Loiret (région Centre-Val de Loire),.
Le balbuzard est une espèce de rapace diurne piscivore de taille moyenne. Les spécimens qui nichent dans les régions naturelles du Val de Loire et de la forêt d'Orléans passent l'hiver en Afrique ou dans la péninsule Ibérique.
Suite à l'abandon du nid par le couple, l'association Mardiéval, à l'origine du projet, a décidé de mettre fin à Balbucam en mai 2025.

## Histoire
En 2007, une plate-forme artificielle est construite et placée au sommet d'un arbre à une hauteur d'une trentaine de mètres afin d'y installer un nid capable d'accueillir un couple de balbuzards pour la reproduction.
Un couple se reproduit pour la première fois en 2010. En 2012, un couple de chouettes hulottes investissent le nid. Dès l'été 2012, des balbuzards s'y réinstallent.
Un couple de balbuzards identifiés s'installent dans le nid en 2013 et parviennent à s'y reproduire en 2014 et 2015. Une caméra filmant le nid est installée au printemps 2016. Le site BalbuCam est créé pour relayer le flux retransmis en continu pendant la moitié de la journée,.
Le nid doit être détruit après la saison 2019 dans le cadre de la réalisation du nouveau pont de Jargeau.
Les retards du chantier permettent néanmoins à la saison 2020 de se dérouler avec succès.
Le nid est toujours en place au printemps 2021 et permet d’accueillir une nouvelle saison de reproduction des balbuzards.
Le nid est occupé brièvement en 2023, avant d'être abandonné.

### Bilan
| Année | Couple      | Reproduction        |
| ----- | ----------- | ------------------- |
| 2013  | Sylva/Titom | 0                   |
| 2014  | Sylva/Titom | 3 (Jo/Raf/Clem)     |
| 2015  | Sylva/Titom | 2 (Cab/Mar)         |
| 2016  | Sylva/Titom | 1 (Vic)             |
| 2017  | Sylva/Reda  | 3 (Lény/Jéry/Kali)  |
| 2018  | Sylva/Reda  | 0                   |
| 2019  | Sylva/Reda  | 2 (Kia/Liv)         |
| 2020  | Sylva/Reda  | 3 (Gaia/Thala/Oura) |
| 2021  | Sylva/Reda  | 3 (Nel/Iza/Lilo)    |
| 2022  | Sylva/Reda  | 3 (Océ/Mel/Nal)     |
| 2023  | Sylva/Reda  | 0                   |
| Total |             | 20                  |

## Description
L'activité du site web est centrée sur la retransmission en direct de la vie d'un couple de balbuzards pêcheurs (Pandion haliaetus) sur son aire de reproduction situé à Mardié, à proximité du lieu-dit Latingy, dans la région naturelle du Val de Loire et le département du Loiret, en région Centre-Val de Loire.
Le dispositif permet d'observer le nid, positionné au sommet d'un séquoia d'une trentaine de mètres de hauteur, en direct, entre 8h et 20h grâce au réseau de téléphonie mobile de type 4G. Il a nécessité 3 000 € euros d’investissements, 500 € de chantier et réclame 3 000 € de frais de fonctionnement,.

## Système de reconnaissance audio
L'équipe de BalbuCam a développé un système de reconnaissance audio permettant d’analyser et d'identifier les chants d'oiseaux en temps réel. Ce système utilise les principes de l'apprentissage automatique à l'aide du logiciel open source Weka développé par l’université de Wellington (Nouvelle-Zélande).  

## Financement
L'initiative est soutenue financièrement par des dons privés  et par la fondation Banque populaire Val de France du groupe bancaire et financier mutualiste français Banque populaire. Durant son mandat (2012-2017), une partie des fonds parlementaires de la député du Loiret Valérie Corre ont permis de financer BalbuCam,.